# Bamendafliköga
Bamendafliköga (Platysteira laticincta) är en fågel i familjen flikögon inom ordningen tättingar som enbart förekommer i Kamerun.

## Utseende och läten
Bamendafliköga är en liten (13 cm), svartvit flugsnapparliknande fågel med breda och mycket tydliga karmosinröda flikar kring ögonen. Hos hanen är ovansida samt hals, strupe och bröst är den glansigt blåsvart, medan resten av undersidan är vit. Honan har istället svart strupe och bröst. Lätet består av oharmoniska visslingar i fraser om tre till fyra toner.

## Utbredning och systematik
Fågeln förekommer i bergstrakter kring Bamenda i västra Kamerun. Den behandlas som monotypisk, det vill säga att den inte delas in i några underarter.

## Status
IUCN kategoriserar arten som starkt hotad.